# Síndrome de Bassen-Kornzweig
A síndrome de Bassen-Kornzweig, também chamada abetalipoproteinemia, Doença de Bassen-Kornzweig, Acantocitose, Aplasia pura da série vermelha, Eritroblastopenia, Aplasia eritrocitica pura, é um transtorno hereditário do metabolismo lipídico, autossômico recessivo, no qual há defeito(s) na molécula proteica microssômica de transferência de triglicerídios (calaliza o transporte de triglicerídeos, ésteres de colesterol e fosfolipídeos das superfícies fosfolipídicas), ocasionando ausência de apolipoproteínas B no plasma e lipoproteínas plasmáticas que contém apoB. Esta proteína defeituosa foi isolada em hepatócitos e enterócitos.
Afeta ambos os sexos, predominância masculina (70% dos casos).

## Quadro clínico
- Mal absorção intestinal de gorduras;
- Esteatorréia (fezes pálidas, espumosas e com odor fétido);
- Exame oftalmológico:  degeneração da parte central da retina, ou mácula, inicialmente, com depósitos de pigmentos;
- Ataxia;
- Neuropatia periférica;
- Retardo no crescimento e desenvolvimento infantil;
- Habilidades intelectuais podem ser prejudicadas

## Achados laboratoriais
- Ausência de lipoproteína beta no plasma;
- Acantocitose;
- Hipocolesterolemia (níveis baixos de VLDL e LDL);
- Material fecal com altos níveis de gordura

## Tratamento
Consultar nutricionista ou profissional médico habilitado para orientar sobre a dieta. Administração de altas doses de suplementos vitamínicos: vitaminas lipossolúveis (vitaminas A, D, E e K). Evitar a ingesta de triglicéridos de cadeia longa.

## Complicações
- Cegueira
- Distúrbios mentais

## Prognóstico
Depende do grau de progressão e dos problemas neurológicos e visuais.